# Anotylus nitidulus
Anotylus nitidulus är en skalbaggsart som först beskrevs av Johann Ludwig Christian Gravenhorst 1802.  Anotylus nitidulus ingår i släktet Anotylus och familjen kortvingar. Arten är reproducerande i Sverige. Inga underarter finns listade i Catalogue of Life.